# Empoasca cornicula
Empoasca cornicula är en insektsart som beskrevs av Irena Dworakowska 1994. Empoasca cornicula ingår i släktet Empoasca och familjen dvärgstritar. Inga underarter finns listade i Catalogue of Life.